# Im Wörth
Das Naturschutzgebiet  Im Wörth  liegt im Rhein-Pfalz-Kreis in Rheinland-Pfalz in der Ortsgemeinde Waldsee. Das Gebiet erstreckt sich östlich des Kernortes Waldsee. Nordwestlich des Gebietes verläuft die Landesstraße L 533 und südwestlich die L 534. Unweit östlich fließt der Rhein und verläuft die Landesgrenze zu Baden-Württemberg.

## Bedeutung
Das rund 69 ha große Gebiet wurde im Jahr 1991 unter der Kennung 7338-160 unter Naturschutz gestellt. Es umfasst einen ehemaligen Auwaldbereich mit Wiesen sowie südlich anschließender anmooriger Niederung nahe ehemaligem Altrheinverlauf und Relikte einer ausgedehnten Auenlandschaft u. a. mit naturnahen Laubholz-, zum Teil Hartholzauen- und Altholzbeständen, dauerhaften und temporären Gewässern, Röhrichten, Wiesen und Sukzessionsflächen. Schutzzweck ist die Erhaltung und Entwicklung dieses Gebietes.